# キッスで殺せ!
『キッスで殺せ!』（キッスでころせ、Kiss Me Deadly）は、1955年のアメリカ合衆国のサスペンス映画。ロバート・アルドリッチ監督によるフィルム・ノワールで、ミッキー・スピレイン原作の探偵小説マイク・ハマーシリーズの『燃える接吻を』（1952年発表）を映画化した作品である。
1999年、アメリカ国立フィルム登録簿に登録された。

## ストーリー
私立探偵のマイク・ハマーはある夜、クリスティナという女を拾い自分の車に乗せたが、突然3人の男に襲われて意識を失う。
気がつくと、マイクは病院のベッドに寝かされていた。秘書のヴェルダによると、マイクはクリスティナと車もろとも川に落とされ、クリスティナは死んだという。背後に何かがあると感じたマイクは、クリスティナの身辺を洗い始める。
やがて、事件に関係のありそうな人物が次々と浮かび上がってくる。クリスティナと同じ部屋で暮らしていたリリーという女、プロボクサーのレオポルド、身元不明のニコラス、その友人のオペラ歌手カルメン、トラック運転手ハーヴェイ、そしてソバリン医師だった。
さらに、事件の背後にある鞄をめぐる争奪戦が浮上してくる。その鞄の中身は何と放射性物質だった。

## キャスト
- マイク・ハマー - ラルフ・ミーカー
- リリー - ギャビー・ロジャース
- ヴェルダ - マキシン・クーパー
- ソバリン - アルバート・デッカー
- クリスティナ - クロリス・リーチマン
- カール - ポール・スチュワート
- チャーリー - ジャック・イーラム
- ハーヴェイ - ストローザー・マーティン
- シュガー - ジャック・ランバート